# Colis à suivre
Colis à suivre (Pursuit of a Parcel) est un roman policier écrit par l'écrivaine britannique Patricia Wentworth en 1942. Il est paru en France aux éditions 10/18 le 2 février 2006 dans la collection Grands détectives.
Il a été traduit de l'anglais par Pascale Haas.

## Résumé
En pleine Seconde Guerre mondiale, les menaces d'espionnage planent sur l'Angleterre. L'inspecteur Lamb est chargé d'enquêter sur un mystérieux colis envoyé d'Allemagne.